# Borneoridion
Borneoridion là một chi nhện trong họ Theridiidae.